# Zélée
Zélée – kanonierka typu Surprise zbudowana dla Marine nationale. Zaprojektowana do służby zamorskiej, była wykorzystywana przez Francuzów w ich koloniach w Indochinach i na Pacyfiku. Na początku I wojny światowej została przydzielona do służby patrolowej na wodach wokół Tahiti. Została zatopiona 22 września 1914 roku podczas niemieckiego bombardowania Papeete.

## Konstrukcja
„Zélée” miała 56,3 m długości całkowitej, 7,9 m szerokości, 3,09 m średniego i 3,71 m maksymalnego zanurzenia. Wypierała pomiędzy 617 a 637 ton. Załoga składała się z 6 oficerów i 93 marynarzy. Napęd składał się z pojedynczej poziomej maszyny parowej potrójnego rozprężania, napędzającej pojedynczą śrubę. Parę wytwarzały dwa kotły wodnorurkowe Niclausse. Spaliny odprowadzane były przez pojedynczy komin umieszczony na śródokręciu. Układ napędowy miał moc 900 KM, co pozwalało na rozwinięcie prędkości 13 węzłów. Zapas węgla wynosił 75 tony, co dawało zasięg 2700 mil morskich przy prędkości 10 węzłów i 1000 mil morskich przy prędkości maksymalnej. Dodatkowo okręt został wyposażony w trzy maszty o takielunek barkentyny. Okręt był uzbrojony w dwa działa kal. 100 mm L/45 wz. 1893, cztery działa kal. 65 mm L/50 wz. 1891 i cztery działa kal. 37 mm L/23 wz. 1883.

## Służba
„Zélée” została zaprojektowana przez Jacques-Augustina Normanda i zbudowana w arsenale morskim w Rochefort pod kierownictwem inżyniera morskiego Bertranda. Położenie stępki odbyło się 21 kwietnia 1898 r., wodowanie 18 października 1899 r., a prace wykończeniowe trwały do 28 lipca 1900 roku.

### Czas pokoju
„Zélée” weszła do służby w 1900 roku jako trzecia z kanonierek typu Surprise. Na początku stacjonowała w Indochinach, a w 1901 roku została przeniesiona na Tahiti, gdzie pozostała do wybuchu wojny. Była używana do wykonywania pomiarów geodezyjnych i transportowania francuskich oficjeli po posiadłościach na Południowym Pacyfiku. Dłuższe podróże odbywały się pod żaglami.
W lutym 1906 roku Polinezję Francuską nawiedził niszczycielski huragan. Dowódca „Zélée” został poproszony o pomoc w przetransportowaniu strażnika miejsca odosobnienia na wyspie Motatua (znajdującej się przy wejściu do portu w Papeete) w bezpieczne miejsce, lecz odmówił ze względu na wysokie ryzyko. Zgodził się natomiast wypożyczyć szalupę bez załogi, która została obsadzona przez czterech więźniów z miejscowego aresztu.

### I wojna światowa

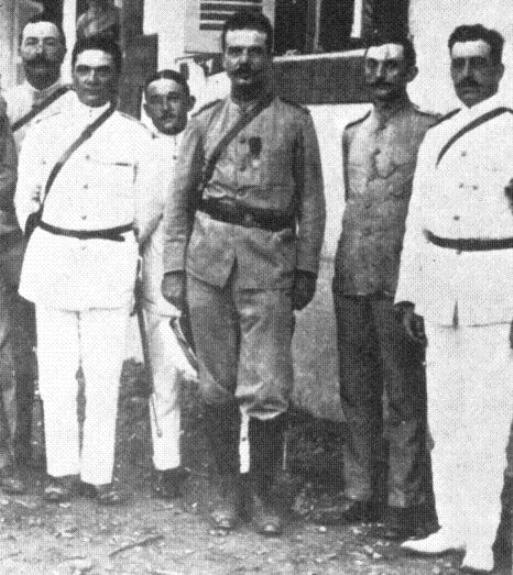
Por. Maxime Destremau (w środku) razem ze swoim sztabem w Papeete, 1914 r.

Na początku I wojny światowej „Zélée” nadal stacjonowała w Papeete i była uczestniczką pierwszej akcji morskiej z udziałem francuskiej marynarki. 12 sierpnia zdobyła niemiecki frachtowiec „Walküre”, który był wtedy podczas załadunku fosforanu na wyspie Makatea, 50 mil od Tahiti. Gdy kanonierka zażądała poddania się frachtowca, niemiecki kapitan, który nie wiedział o stanie wojny pomiędzy Niemcami a Francją, uznał całą sytuację za żart i zaprosił dowódcę „Zélée” na obiad. Zamiast tego jego statek został zabrany do Tahiti jako pryz.
W połowie września 1914 r. garnizon w Papeete został ostrzeżony, że okręty Niemieckiej Eskadry Wschodnioazjatyckiej widziane były w pobliżu Samoa i mogą przeprowadzić rajd na Tahiti. Aby wzmocnić obronę miasta por. Maxime Destremau, dowódca „Zélée” oraz oficer o najwyższym stopniu na wyspie, kazał zdemontować ze swojego okrętu rufowe działo kal. 100 mm oraz wszystkie działa kal. 65 mm i 37 mm, i umieścić je na brzegu zamiast przestarzałych dział artylerii nadbrzeżnej. Kilka ciężarówek Forda przerobiono na improwizowane samochody pancerne, montując na nich działa kal. 37 mm uprzednio zdjęte z kanonierki. Ponadto przećwiczono 160 marynarzy i żołnierzy piechoty morskiej w celu odparcia ewentualnego niemieckiego desantu. „Zélée” pozostawiono jedynie jej dziobowe działo kal. 100 mm oraz załogę złożoną z 10 ludzi pod dowództwem zastępcy Destremau, ppor. Barbiera.
22 września 1914 r. o godzinie 7:00 do Papeete przybyły dwa niemieckie krążowniki pancerne, SMS „Scharnhorst” i SMS „Gneisenau”, pod dowództwem wiceadmirała Maximiliana von Spee i rozpoczęły ostrzał miasta. Francuska artyleria i kanonierka odpowiedziały ogniem, lecz nie udało im się uzyskać żadnych trafień. Nie mogąc określić dokładnych pozycji nieprzyjacielskiej artylerii, Niemcy skierowali swoją uwagę na port i zacumowane w nim statki. Francuzi próbowali zatopić swoje okręty, by zablokować wejście do portu, lecz bezskutecznie; unoszące się na wodzie „Zélée” i „Walküre” zostały dostrzeżone przez Niemców i ostrzelane, w wyniku czego niedługo potem oba znalazły się na dnie. Ponieważ składy węgla, główny cel niemieckiego rajdu, zostały zniszczone już na początku starcia, Spee zrezygnował z desantu i o godzinie 11:00 krążowniki wycofały się z Papeete i skierowały w stronę Nuku Hiva.
Destremau otrzymał naganę od swoich niedoinformowanych przełożonych za nieudolną obronę miasta i utratę „Zélée”. Został odwołany, zaaresztowany i sprowadzony do Tulonu, gdzie miał być sądzony przez sąd wojenny. Zmarł jednak z powodu choroby w 1915 r. jeszcze przed rozpoczęciem procesu. Jego działania podczas obrony Papeete zostały docenione dopiero w 1918 roku i został pośmiertnie odznaczony Legią Honorową.